# Borsalino

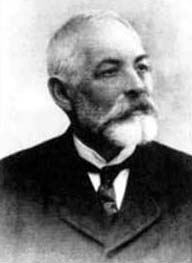
Giuseppe Borsalino.

Borsalino är ett italienskt företag som grundades av Giuseppe Borsalino (1834–1900). Familjeföretaget etablerades 1857, och är mest känt för sin produktion av fedora-kvalitetshattar gjorda av kaninhår från rasen Belgiska kaniner, men också Panamahattar liksom en rad andra kvalitetshattar. Fabriken (numera museum) var belägen centralt i Alessandria, Italien. Hattarna nådde "kultstatus" bland modemedvetna italienska gangstrar under 1900-talets början, och dessa kom att kallas "Borsalinos" både i Frankrike och Italien, liksom en känd fransk film med samma namn från 1970 som anspelar på detta.

## Historik
Giuseppe Borsalino utbildade sig i Italien och Frankrike och satte upp sin första verkstad i Alessandria. 1900 vann fedorahatten "Grand Prix Paris". Familjefirman övertogs vid dennes död av sonen Teresio Borsalino, och försäljningen nådde sin kulmen under 1930-talet. Det var italienska USA-emigranter som köpte de dyrbara Borsalinohattarna som ett tecken på framgång och prestige, men hattarna tillverkades också på licens i Bulgarien av Simeon Zlateff, kunglig hovleverantör.

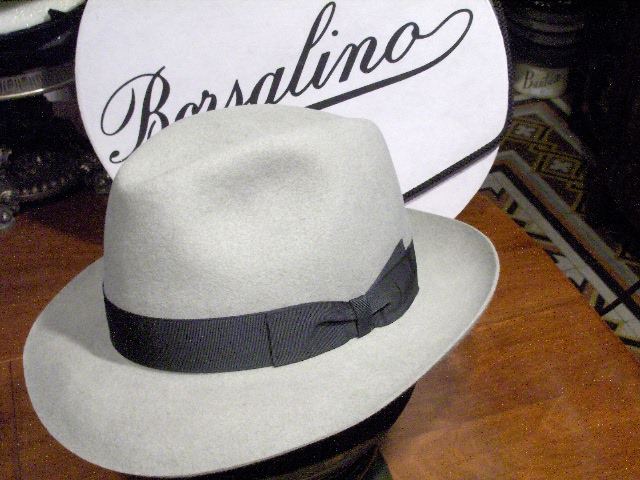
Fedora

Under 1970-talet gjordes filmen Borsalino (ursprungligen döpt till "Carbone och Spirito") regisserad av Jacques Deray med bland andra Alain Delon och Jean-Paul Belmondo och hattarna fick en ny, fast begränsad, popularitet. I slutet av 1990-talet gjorde hiphopartisten L.L. Cool J. reklam för Borsalino i en av sina musikvideor och bröt därmed sin tradition med Kangolhatt.

## Dagens Borsalino
1986 flyttades fabriken till Alessandrias förorter, och ett museum över hattar liksom Alessandrias Universitet juridiska fakultet (Eastern Piedmont University School of Law) övertog de gamla lokalerna.
Dagens Borsalino försöker att behålla stämpeln som klassisk kvalitetshatt men tillverkar också en rad produkter som slipsar, kläder, parfymer och klockor. Man anspelar på sekelskiftescharm, kvalitet och klass, och har till och med tillverkat gammaldags motorcyklar samt nyligen en serie mc-hjälmar.
Företaget finns representerat i Europa och USA.

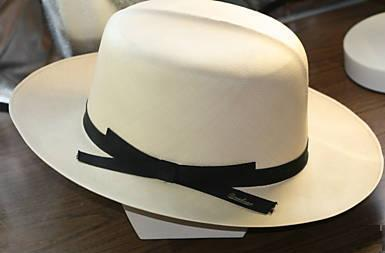
Montecristo Panama

## Borsalinohatten
Olika kända modeller av Borsalinohattar
- Fedora (kaninhårshatt)
- Montecristo Panama
- Como (kaninhårshatt)

Borsalino-testet utförs genom att hatten rullas ihop till minimal storlek, varefter den dras genom en fingerring, och sedan vecklas upp. Har den mist passformen är den enligt tillverkaren ingen äkta Borsalino. Testet användes i gangsterkretsar för att beskriva äkta lojalitet inom maffian.

## I populärkulturen
Borsalinohattar förekommer i filmerna om Jönssonligan. Främst är det då figuren Vanheden som brukar bära en sådan. Han tar egentligen aldrig av sig sin hatt. I en av filmerna har också en poliskommissarie en Borsalinohatt som han är stolt över.